# Karl Geiger
Karl Geiger, nemški smučarski skakalec, * 11. februar 1993, Oberstdorf, Nemčija.

## Kariera
Geiger je v svetovnem pokalu prvič nastopil 24. novembra 2012 v Lillehammerju. 23. novembra 2013 je osvojil drugo mesto na ekipni tekmi z Nemčijo v Klingenthalu na veliki skakalnici, 21. februarja 2016 se je z drugim mestom v Lahtiju prvič uvrstil na stopničke na posamični tekmi v svetovnem pokalu.

### Skupni seštevek v svetovnem pokalu
| Sezona  | Mesto | Točke |
| ------- | ----- | ----- |
| 2012/13 | 41.   | 86    |
| 2013/14 | 42.   | 106   |
| 2014/15 | 75.   | 5     |
| 2015/16 | 30.   | 174   |
| 2016/17 | 18.   | 369   |